# Pericallia aequata
Pericallia aequata là một loài bướm đêm thuộc phân họ Arctiinae, họ Erebidae.